# Ophelia Preller
Ophelia Preller (* 15. November 1998) ist eine deutsche Kanutin, die für den KC Potsdam an den Start geht.

## Karriere
Gemeinsam mit Annika Loske qualifizierte sie sich erstmals für die Kanurennsport-Europameisterschaften 2017 in der bulgarischen Stadt Plowdiw, und die beiden starteten im Zweier-Canadier über 500 Meter. Nachdem sie das A-Finale erreicht hatten, mussten sie sich dort in einer Zeit von 2:11,284 Minuten mit dem neunten und letzten Platz begnügen. Zudem durfte sie bei den Europameisterschaften noch im Einer-Canadier an den Start gehen und verpasste dabei mit den sechsten Platz im Halbfinale den Einzug in das A-Finale.
Die beiden Platzierungen waren für die junge Deutsche trotzdem eine gute Platzierung, und sie wurde für die Kanurennsport-Weltmeisterschaften 2017 in der tschechischen Stadt Račice u Štětí nominiert. Mit Annika Loske startete sie erneut über die 500 Meter, und die beiden erreichten das Finale. In einer Zeit von 2:04,547 Minuten belegten sie den siebten Platz. Im 200-Meter-Rennen im Einer-Canadier qualifizierte sich die Deutsche für das B-Finale und belegte dort den sechsten Rand, so dass sie im Gesamtergebnis den 15. Platz belegte.
In der Saison 2018 konnte sie weder gemeinsam mit Annika Loske im Zweier-Canadier an den Start gehen, noch alleine im Canadier-Einer. Der Grund dafür waren Schulterprobleme.
In der Saison 2019 konnte sie sich wieder in die deutsche Nationalmannschaft qualifizieren und fuhr mit Lisa Jahn im Zweier-Canadier über 500 Meter. Die beiden belegten bei den Europaspielen 2019 in Minsk den vierten Platz. Bei den Weltmeisterschaften 2023 in Duisburg sicherte sich Preller im Vierer-Canadier über 500 Meter die Silbermedaille.